# P A Carlmarks repslageri

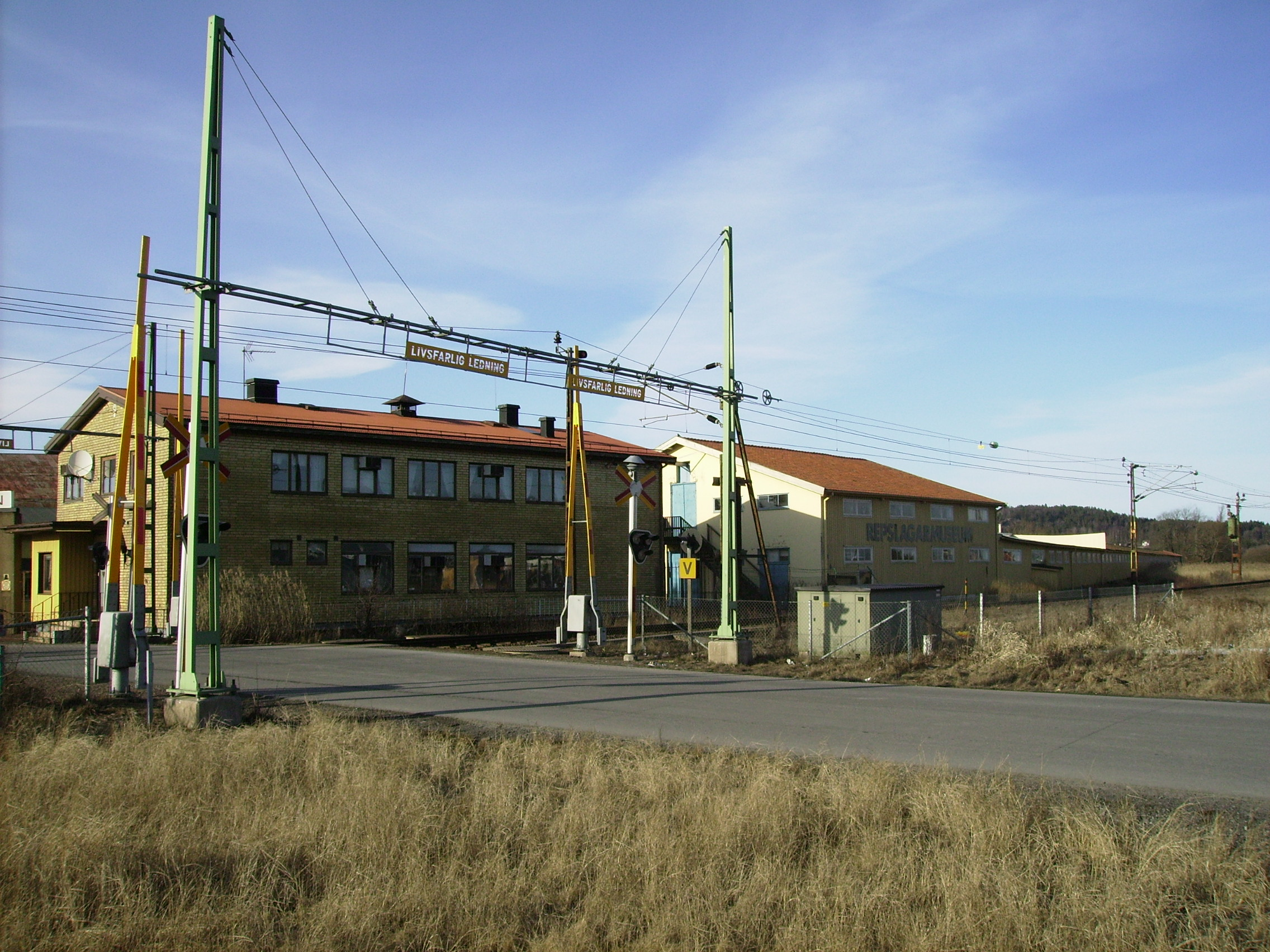
Fd kontoret P.A. Carlmarks samt repslageriet, mars 2009.

Aktiebolaget P.A. Carlmarks Repslageri i Älvängen ansågs vara Sveriges äldsta och största repslageri under sin tid. Idag lever varumärket Carlmarks vidare med ett sortiment med rep, lyft/lastutrustning och kätting/vajer.

## Åmål
Mäster Lars Carlmark började sin repslagarbana i Åmål 1811, där han bedrev hantverksmässig tillverkning av tömmar, tjuderlinor och annat tågvirke och sålde sina produkter på marknaderna i Dalsland. Han tillgodosåg också behoven för Vänersjöfarten.
Nästa generation, Per Adolf Carlmark, övertog verksamheten 1842. Han erhöll gesällbrev 1846 som "Skickelig och förfaren" lärling. 1848 erhöll han hantverks- och borgarbrev och grundade firman P.A. Carlmarks Repslageri. Rörelsen sysselsatte vid denna tidpunkt ett par gesäller samt några lärlingar. Man arbetade mer storskaligt och tillverkade löpande rigg och förtöjningslinor till vänerskutor.

## Älvängen
Vid sekelskiftet 1900 övertogs företaget av Hugo Carlmark. År 1909 hade företaget 40 anställda. Denne hade gjort sina läroår i USA och utvidgade tack vare sina erfarenheter verksamheten till egentlig industriell skala. Under åren 1916-1918 flyttade företaget ned från Åmål till Älvängen. Det var han som lade grunden till den framtida utvecklingen. Från och med hans tid kom tågvirke att dominera verksamheten. En nyuppförd anläggning som nu innehåller Repslagarmuseet.
Bröderna Per och Nils Carlmark gjorde också studieresor till utlandet. Före andra världskriget tillverkades i Älvängen 37,2 procent av det svenska tågvirket. Det var Per som kom att bygga upp företaget efter en stor brand. Under andra världskriget gjordes i USA försök med syntetiskt tågvirke, och på 1960-talet kunde syntetiska råmaterial användas i industriell skala. P.A. Carlmarks gick från början in för den nya tekniken och gjorde med produkter av syntetfiber sitt namn känt också på exportmarknaden.
Per A. Carlmark kom att leda företaget från 1963. Under hans tid ökade exporten kraftigt, men redan på 1970-talet utsattes företaget för en hård konkurrens. Därför sålde Carlmark sitt företag till Polluxbolagen i Malmö 1983. En kraftig rekonstruktion följde: alla fastigheter och tomtmarker som inte hade med P.A. Carlmarks produktion att göra såldes till Ale kommun och Alebyggen. Carlmarks villa ombyggdes till kommundelskontor och i den stora trädgården byggdes pensionärsbostäder. Personalbostäder omgjordes till hyreslägenheter. Firmanamnet P.A. Carlmarks kvarstod som symbol för verksamheten.
Som mest hade företaget flera hundra anställda. År 2003 gick företaget i konkurs.

## Nutid
Idag är Carlmarks ett varumärke med fokus på rep och tillbehör för den nordiska fiskeindustrin, sjöfarten och järn/byggfackhandeln. Produktionen sker på Europas modernaste tågvirkesfabrik, hos LIROS i Tyskland. Lager, logistik, försäljning och marknadsföring sköts från Billdal strax söder om Göteborg, bara några mil från den gamla repslagarbanan i Älvängen.

## Galleri

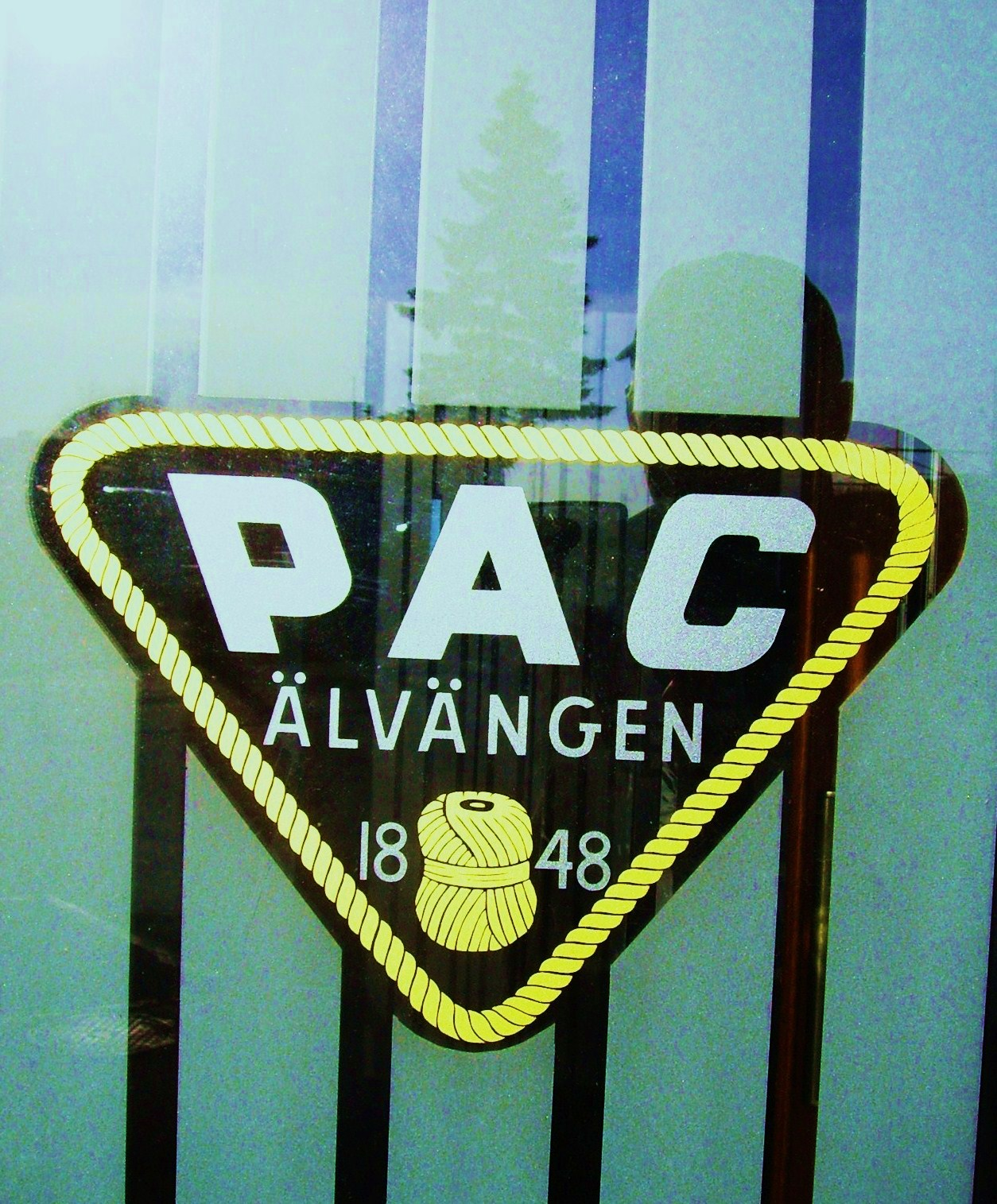
PA Carlmarks logo på kontorsdörr
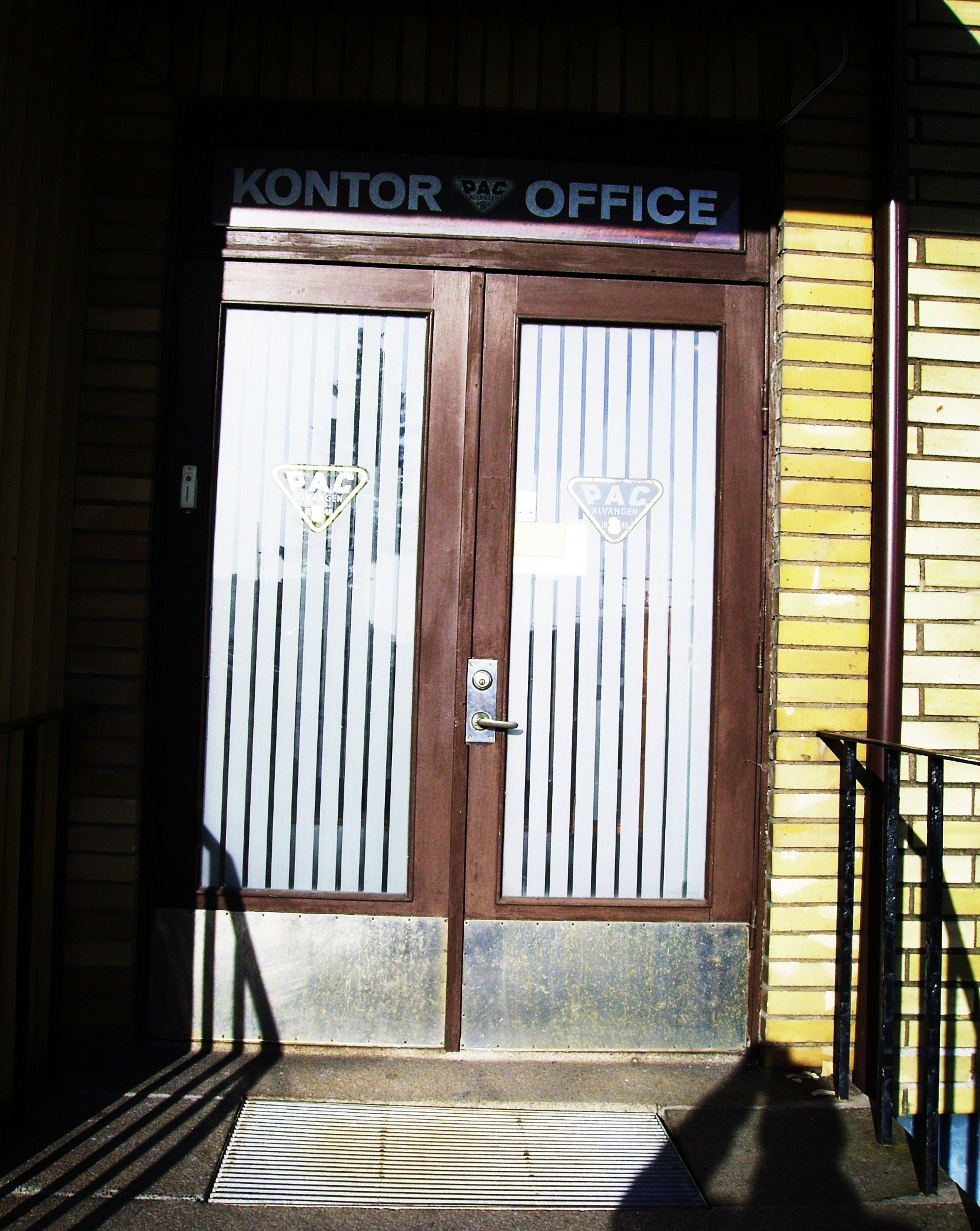
Kontorsdörr
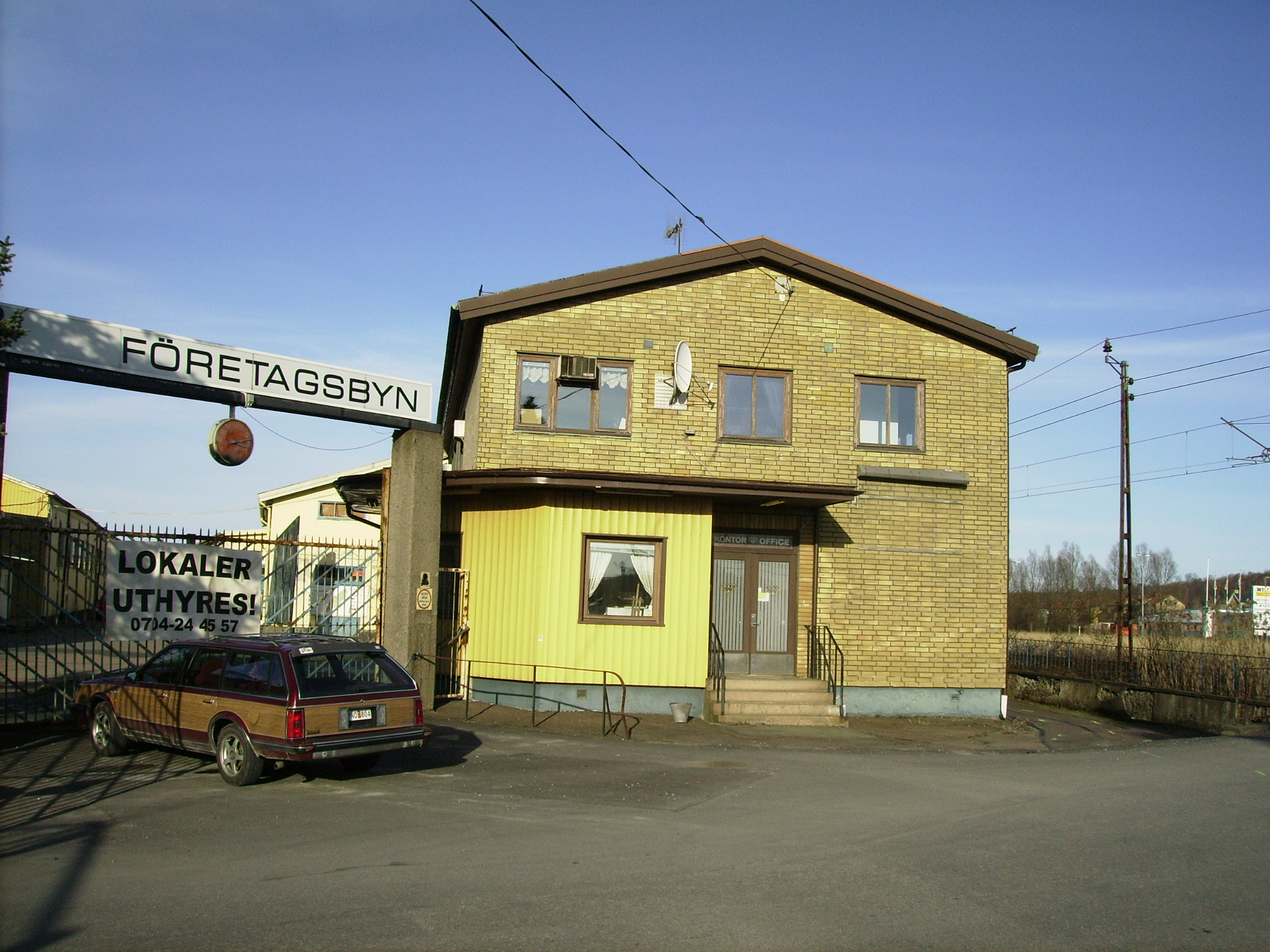
Kontoret
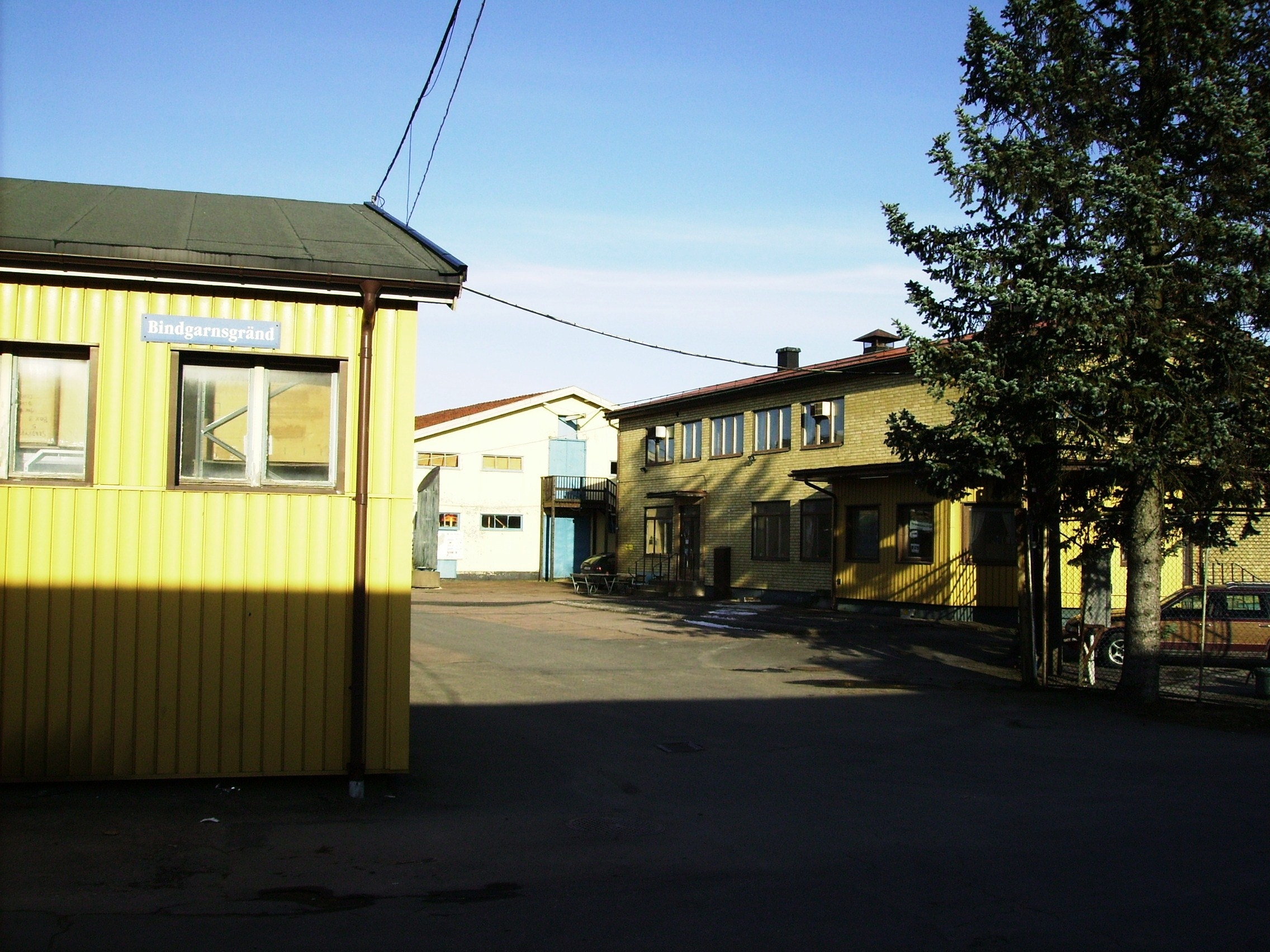
Kontor från Bindargarnsgränd
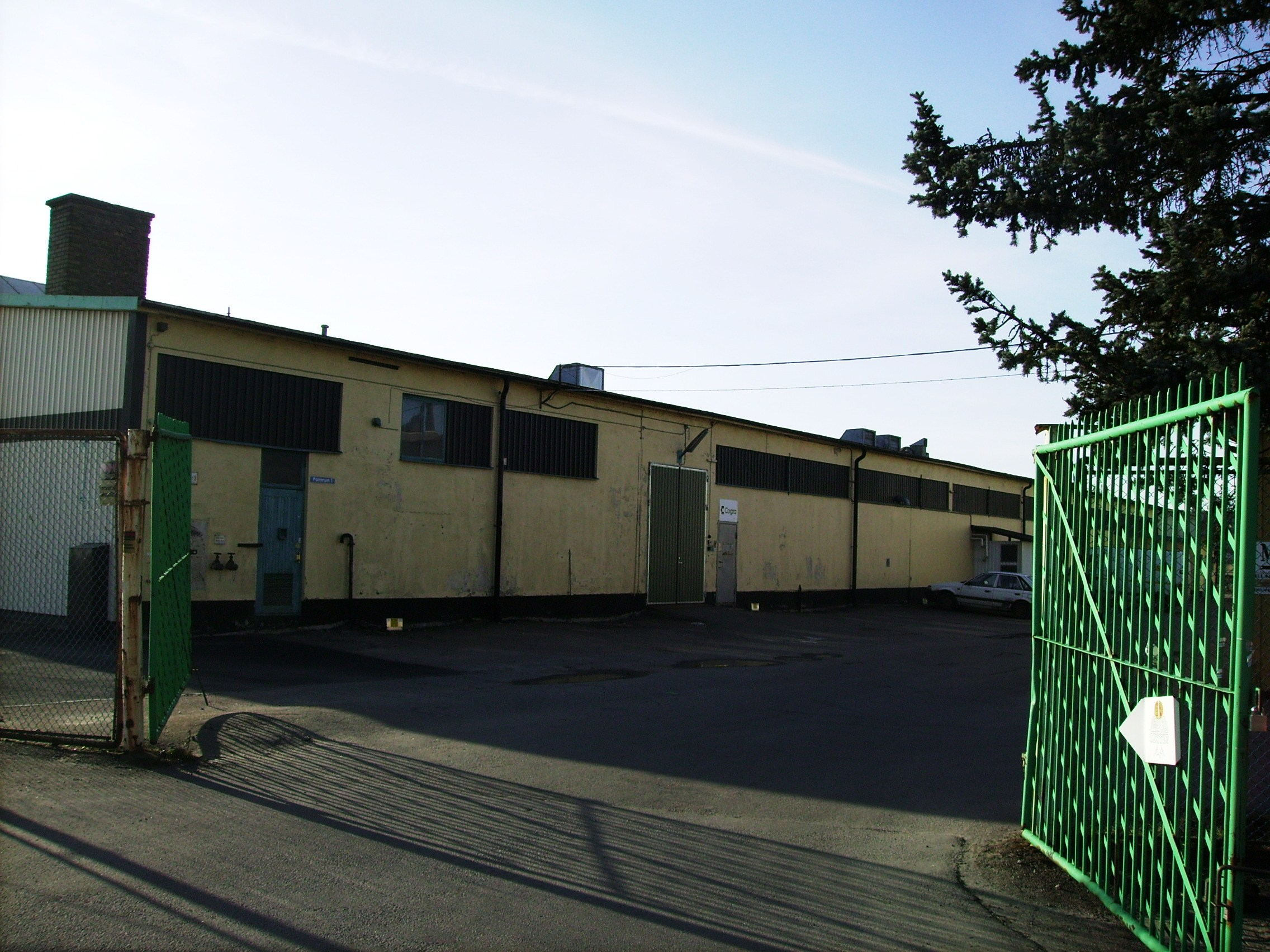
Ingång
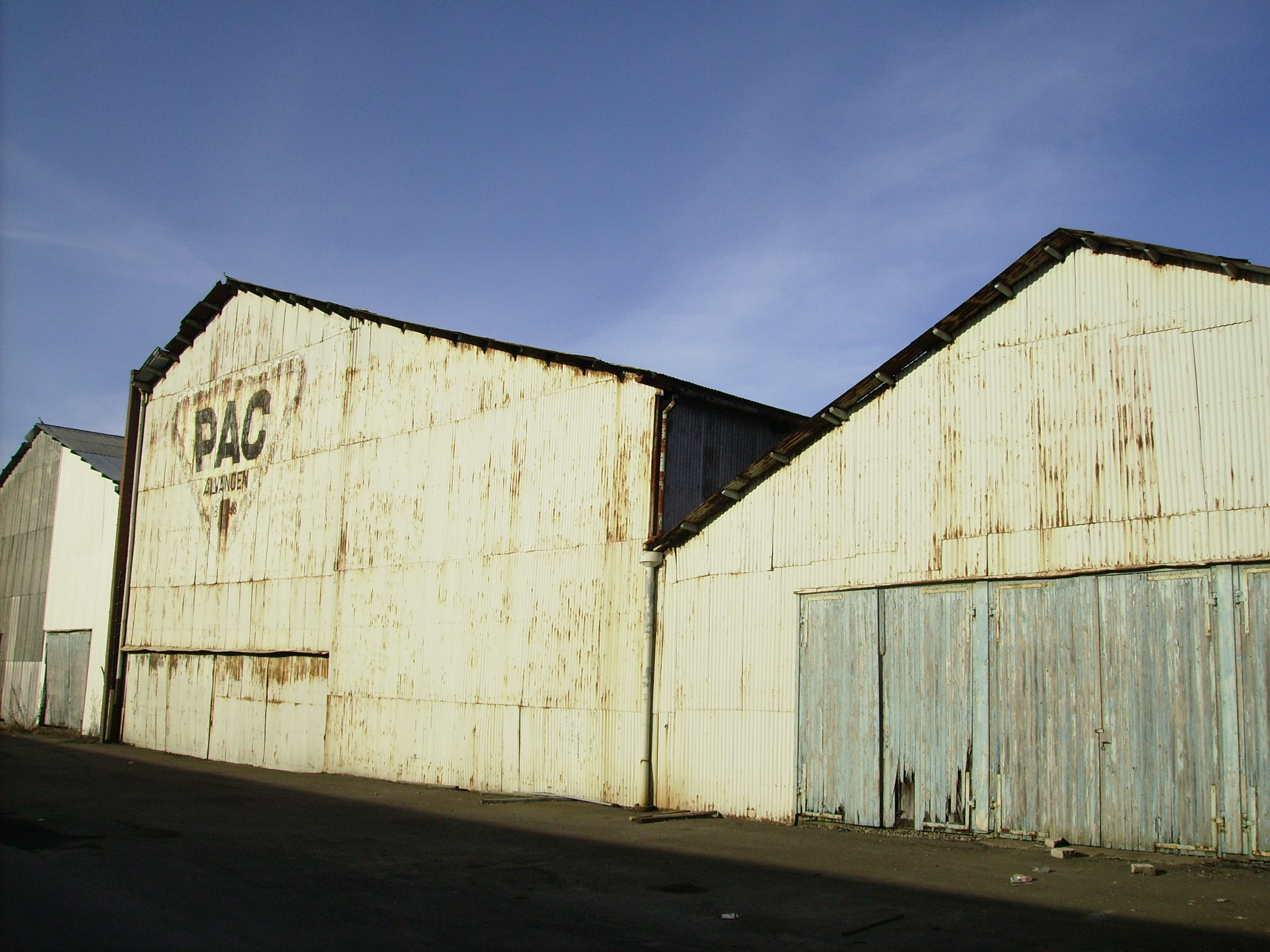
Lagerlokaler
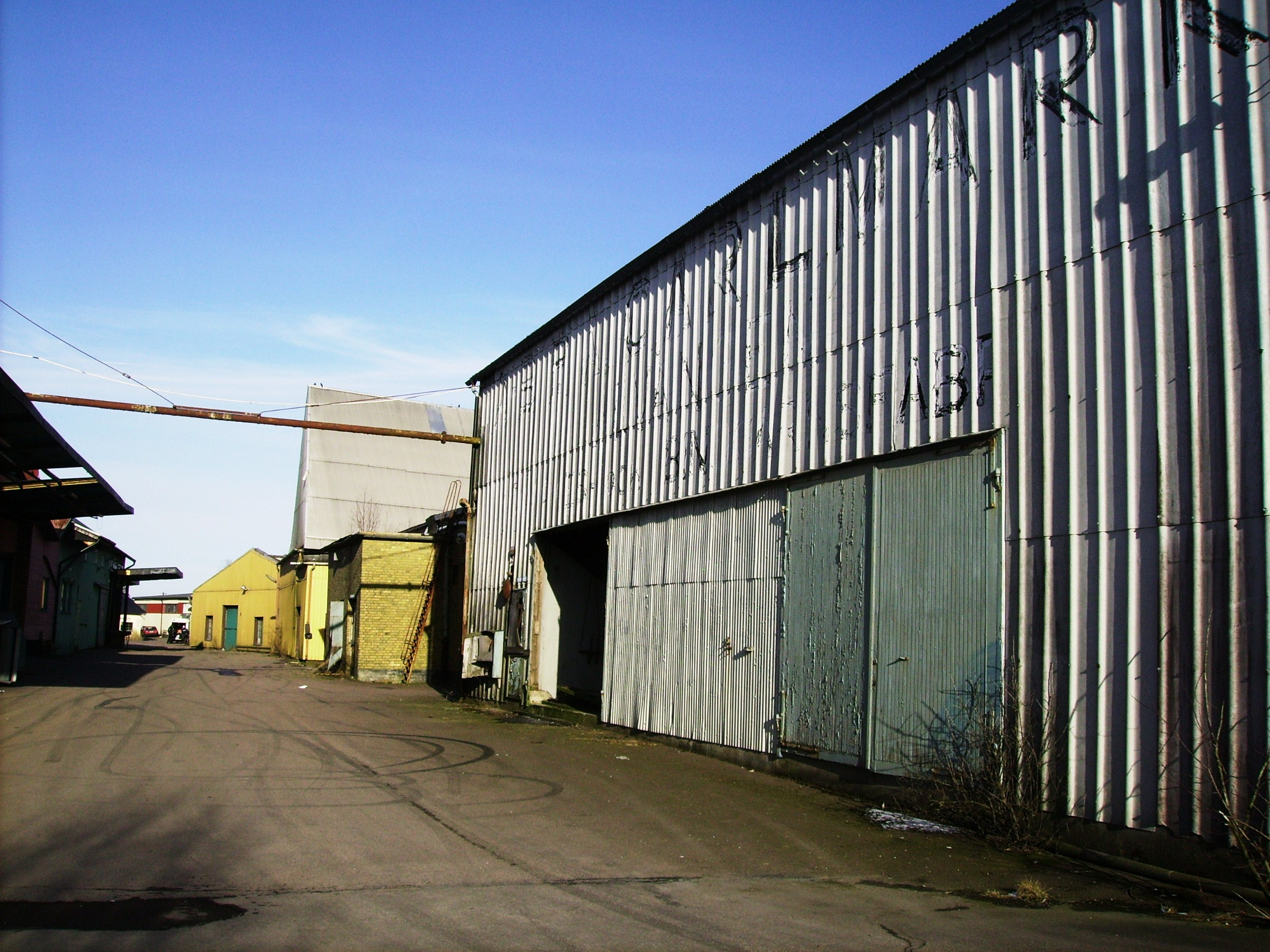
Lagerlokaler
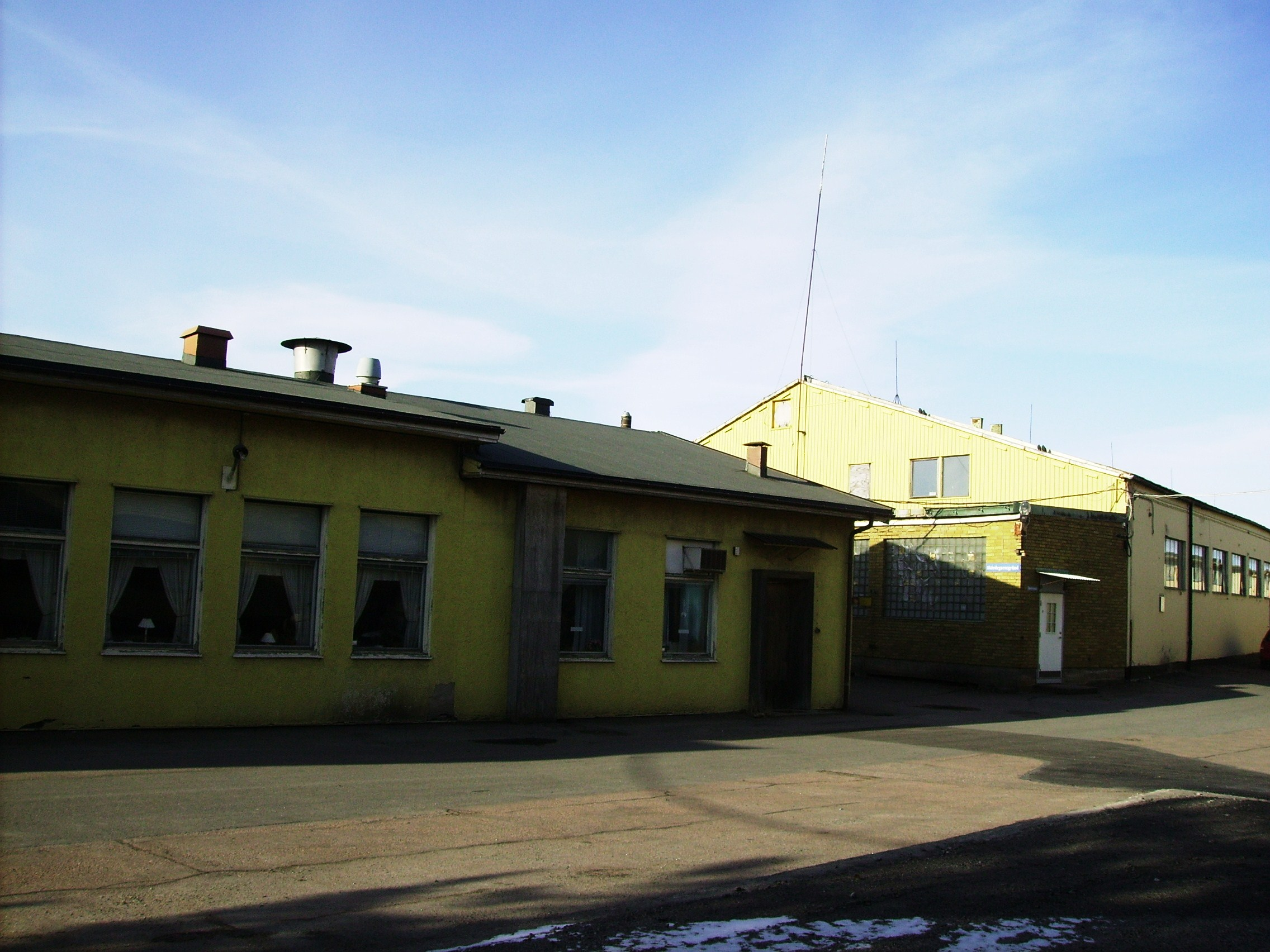
Gata inom fabriksområdet
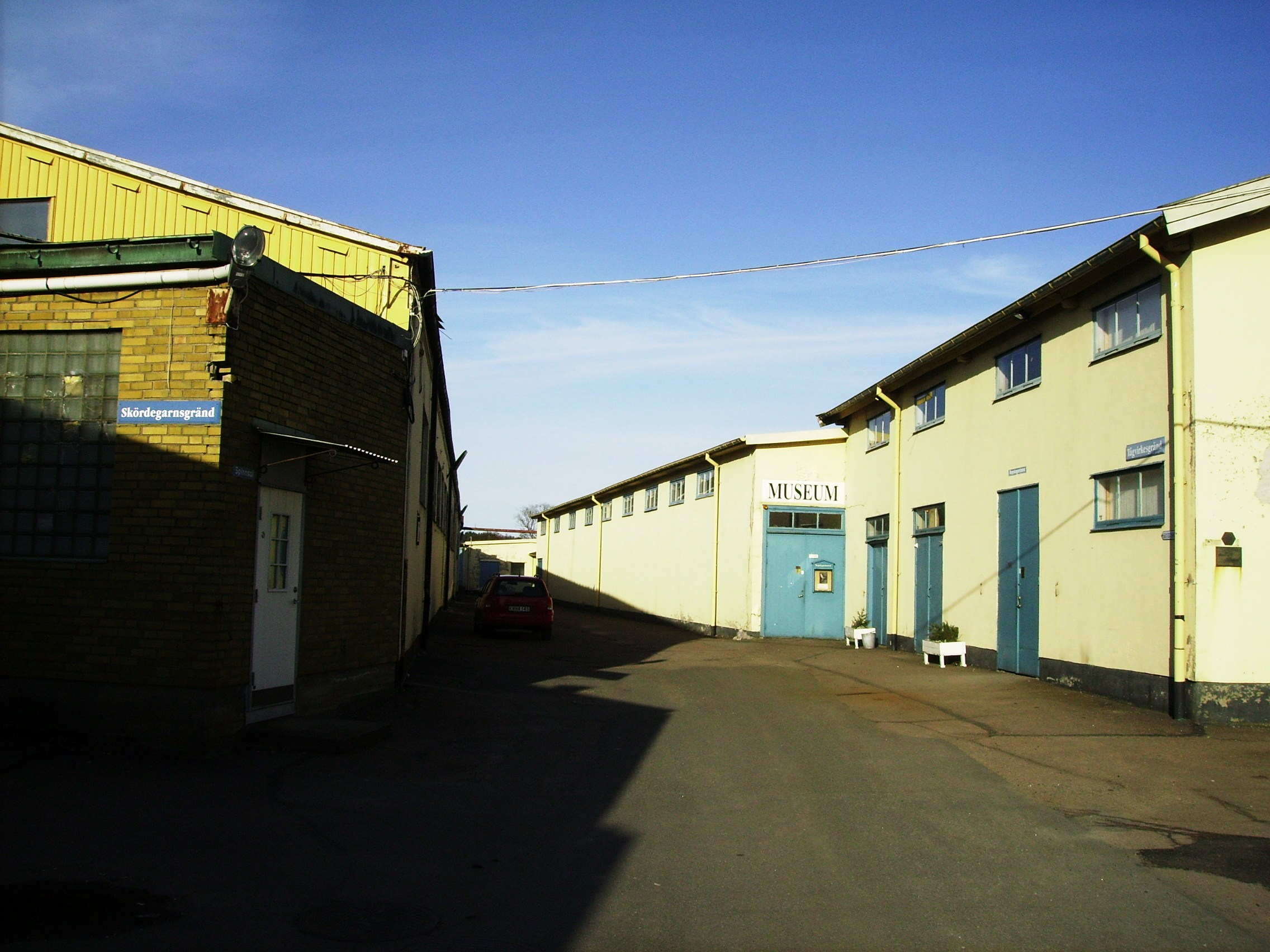
Skördegarnsgränd och ingång till Repslagarmuseet
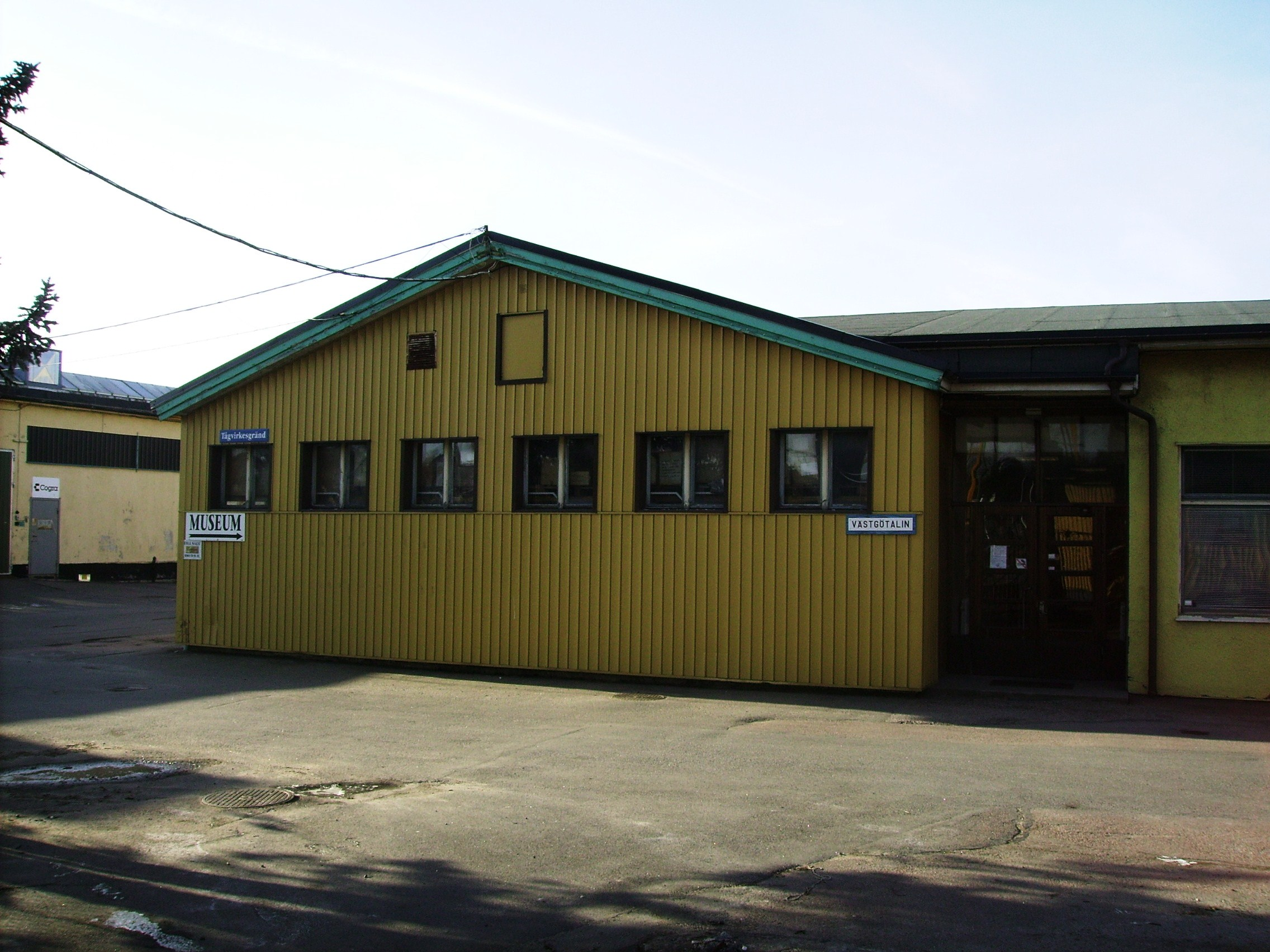
Ingång till matsal
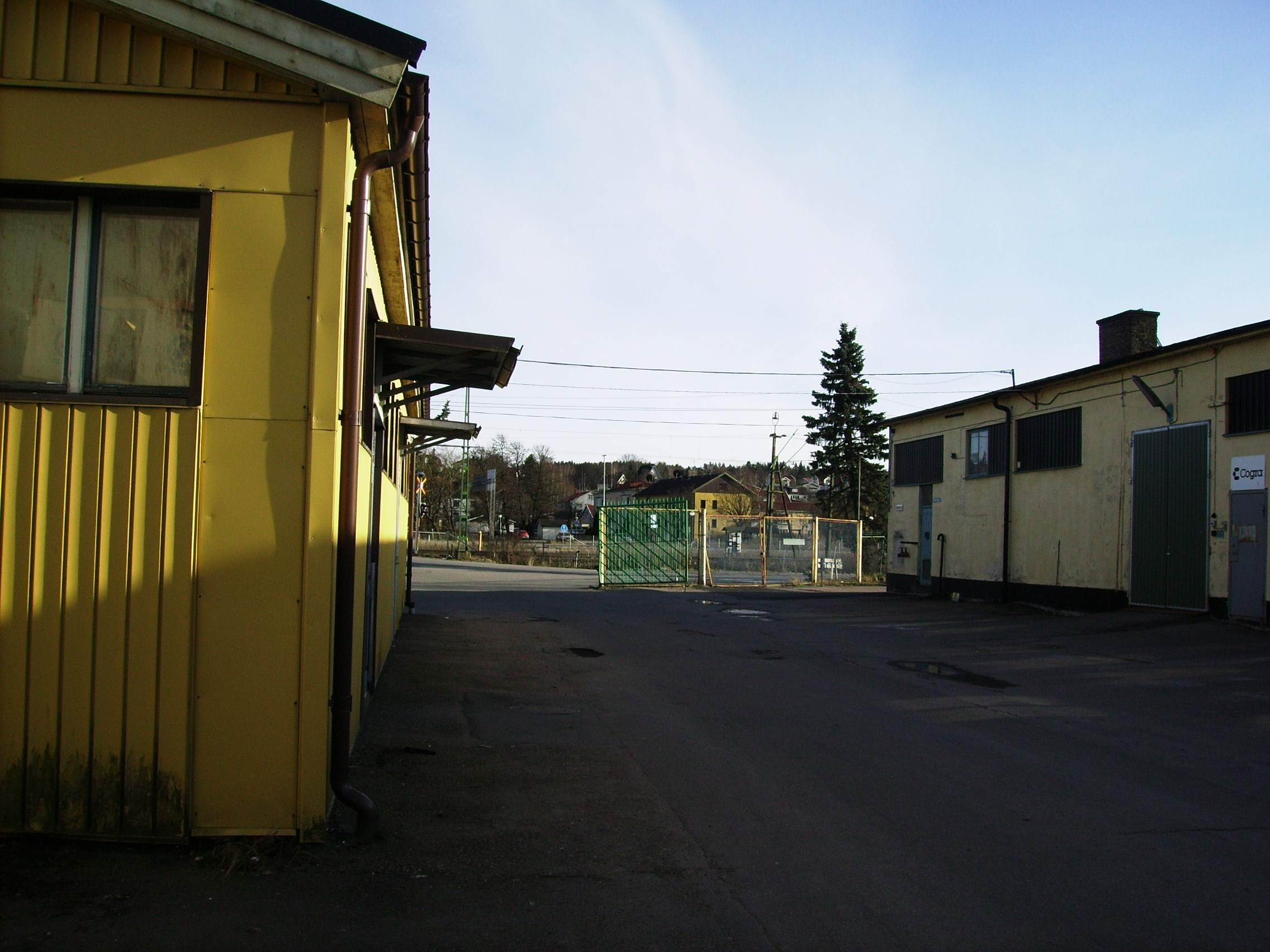
Utgång
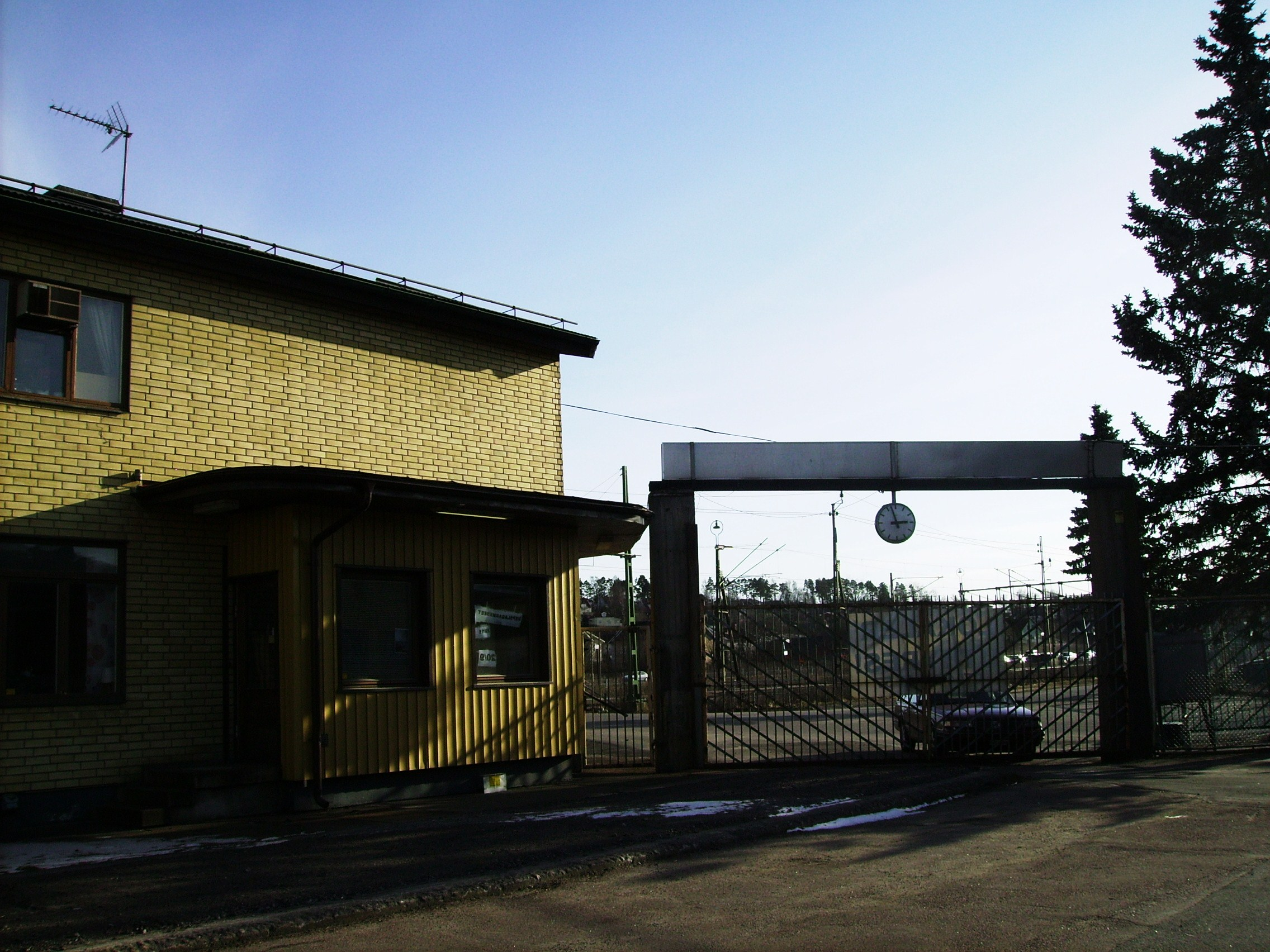
Utgång